# Bahnstrecke Tariffville–Agawam Junction
| Streckenlänge: | 23 km                |                              |                              |
| Spurweite: | 1435 mm (Normalspur) |                              |                              |
| Zweigleisigkeit: | –                    |                              |                              |
| |                      |                              |                              |
| Gesellschaft: | zuletzt New Haven    |                              |                              |
| \| \| \| von Hartford \| \| \| \| 0 \| Tariffville CT \| Tariffville CT \| \| \| \| nach Poughkeepsie \| \| \| \| \| Farmington River \| \| \| \| 5 \| East Granby CT \| East Granby CT \| \| \| \| \| \| \| \| 6 \| Montague Farms \| Montague Farms \| \| \| \| \| \| \| \| 13 \| West Suffield CT \| West Suffield CT \| \| \| \| Connecticut/Massachusetts \| \| \| \| 19 \| Feeding Hills MA \| Feeding Hills MA \| \| \| \| Westfield River \| \| \| \| 23 \| von Albany (Agawam Junction) \| von Albany (Agawam Junction) \| \| \| \| nach Worcester \| \| |                      |                              |                              |
| Strecke (außer Betrieb) |                      | von Hartford                 | von Hartford                 |
| Bahnhof (Strecke außer Betrieb) | 0                    | Tariffville CT               | Tariffville CT               |
| Abzweig geradeaus und nach links (Strecke außer Betrieb) |                      | nach Poughkeepsie            | nach Poughkeepsie            |
| Brücke über Wasserlauf (Strecke außer Betrieb) |                      | Farmington River             | Farmington River             |
| Bahnhof (Strecke außer Betrieb) | 5                    | East Granby CT               | East Granby CT               |
| Verschwenkung nach links und nach rechts (Strecke außer Betrieb) |                      |                              |                              |
| Strecke (außer Betrieb) · Dienststation / Betriebs- oder Güterbahnhof (Strecke außer Betrieb) | 6                    | Montague Farms               | Montague Farms               |
| Verschwenkung von links und von rechts (Strecke außer Betrieb) |                      |                              |                              |
| Bahnhof (Strecke außer Betrieb) | 13                   | West Suffield CT             | West Suffield CT             |
| Grenze (Strecke außer Betrieb) |                      | Connecticut/Massachusetts    | Connecticut/Massachusetts    |
| Bahnhof (Strecke außer Betrieb) | 19                   | Feeding Hills MA             | Feeding Hills MA             |
| Brücke über Wasserlauf (Strecke außer Betrieb) |                      | Westfield River              | Westfield River              |
| Abzweig ehemals geradeaus und von links | 23                   | von Albany (Agawam Junction) | von Albany (Agawam Junction) |
| Strecke |                      | nach Worcester               | nach Worcester               |

Die Bahnstrecke Tariffville–Agawam Junction ist eine Eisenbahnstrecke in Connecticut und Massachusetts (Vereinigte Staaten). Sie ist rund 23 Kilometer lang und verbindet die Städte Simsbury, East Granby, Suffield, Agawam und West Springfield. Die normalspurige Strecke ist stillgelegt.

## Geschichte
Die Central New England Railroad (CNE), deren Hauptstrecke von Hartford westwärts in den Bundesstaat New York hinein verlief, beabsichtigte Ende des 19. Jahrhunderts, die Stadt Springfield an ihr Netz anzubinden. Der Plan bestand bereits bei den verschiedenen Vorgängerbetrieben der CNE, aber erst 1899 wurde er konkretisiert. Von Hartford gab es zu diesem Zeitpunkt bereits zwei Bahnstrecken nach Springfield, die Hauptstrecke über Windsor und die Nebenstrecke über South Windsor. Beide Strecken gehörten der New York, New Haven and Hartford Railroad (NH), die natürlich kein Interesse an einer Konkurrenzsituation hatte. Die CNE begann 1899 mit den Bauarbeiten. Für die Strecke waren zwei größere Brückenbauwerke nötig, ansonsten ist das Terrain relativ eben und die Strecke war ohne Schwierigkeiten zu trassieren. 
1900 waren die Bauarbeiten abgeschlossen. Inzwischen hatte es jedoch die NH geschafft, einen Streifen Land nördlich von East Granby zu kaufen, über den die Strecke verlief. Sie riss auf ihrem Land die Gleise ab und verhinderte damit die Eröffnung der Strecke. Die CNE war genötigt, einen Umweg von anderthalb Kilometern in Kauf zu nehmen, um das NH-Land zu umfahren. Sie gründete kurzerhand die East Granby and Suffield Railroad Company, die eine zusätzliche Konzession für eine neue Strecke zwischen East Granby und West Suffield beantragte und erhielt. Die Umleitungsstrecke wurde nun ebenfalls trassiert. 1903 hatte jedoch die NH eine Anteilsmehrheit an der CNE erworben. Die CNE wurde zwar weiterhin als eigenständige Gesellschaft geführt, jedoch unter Kontrolle der NH. Diese erlaubte nun den Wiedereinbau der Gleise nördlich von East Granby, sodass 1904 die Strecke auf ihrer ursprünglichen Streckenführung endlich eröffnet werden konnte. Die Umleitungsstrecke war nie in Betrieb und es ist nicht geklärt, ob Gleise auf ihr verlegt worden waren. Zwischen Agawam Junction und Springfield vereinbarte die CNE ein Mitbenutzungsrecht für die Hauptstrecke der Boston and Albany Railroad.
Die Strecke rentierte sich kaum, an durchlaufende Expresszüge war nicht zu denken. Die Brücke über den Westfield River am nördlichen Ende der Strecke war nur schwach gebaut und konnte schwere Züge nicht tragen. So verwundert es nicht, dass sie schon 1921 wieder stillgelegt wurde, um Unterhaltskosten zu sparen. Die Züge endeten nun im Bahnhof Feeding Hills. Der Streckenabschnitt bis Agawam Junction blieb jedoch zunächst für etwaige Zugumleitungen intakt. Ein Jahr darauf endete der Personenverkehr auf der Strecke. 1927 hatte die NH die Betriebsführung selbst übernommen, nachdem die CNE aufgelöst worden war. Die Gesamtstrecke wurde schließlich 1938 stillgelegt und in der Folge abgebaut. 

## Streckenbeschreibung
Die Strecke begann im Dorf Tariffville, das zur Gemeinde Simsbury gehört. Der Bahnhof an der Main Street ist heute überbaut. Die Trasse biegt aus der ebenfalls stillgelegten CNE-Hauptstrecke ab und führt nordwärts über den Farmington River. Die Bahnbrücke wurde nach der Stilllegung als Straßenbrücke genutzt, jedoch später abgerissen und durch einen weiter südlich gelegenen Neubau ersetzt. Die Old Hartford Avenue liegt im weiteren Verlauf auf der Bahntrasse. Am nördlichen Ende dieser Straße führt der Bahndamm weiter relativ geradlinig durch freies Gelände und überquert die Hatchet Hill Road sowie die Holcomb Street. Teilweise wurde das Bahngelände inzwischen überbaut. Nach der Überquerung Holcomb Street biegt die Strecke in Richtung Nordosten ab und überquert die Straße erneut in spitzem Winkel. Anstelle der Bahntrasse liegt heute östlich dieses Bahnübergangs ein Baggersee und im weiteren Streckenverlauf ein Steinbruch.
Kurz vor der Turkey Hills Road befand sich der Bahnhof East Granby. Die Strecke verlief weiter nordwärts. Hier ist die Trasse völlig verschwunden und durch eine Wohnsiedlung überbaut worden. Erst nahe dem früheren Bahnübergang über die Main Street tritt sie wieder zum Vorschein. Die Bahn überquerte die Main Street in spitzem Winkel und führte nordostwärts weiter bis über die Grand Street, neben der sie dann weiter nordwärts verlief. Die nie eröffnete Umleitungsstrecke ist ebenfalls teilweise noch erkennbar. Sie beginnt im Bahnhof East Granby, und führte von dort zunächst nach Osten. Sie überquerte die East Street etwa in Höhe Crystal Drive und bog dann in einer scharfen Kurve nach Norden ab. In der Kurve überquerte sie die Russell Road. Die Trasse dieser Umleitungsstrecke führt nun geradlinig neben der Grand Street nordwärts, bis sie kurz vor der Sheldon Street wieder auf die ursprüngliche Bahnstrecke traf.
Weiter relativ geradlinig neben der Grand Street verläuft die Strecke durch Suffield. Der Bahnhof West Suffield befand sich an der Mountain Road, etwa 150 Meter östlich der Kreuzung mit der Grand Street. Weiter parallel zur Grand Street überquert die Strecke dann die Bundesstaatengrenze nach Massachusetts und verlief nun direkt neben der hier Pine Street genannten Landstraße. In Agawam biegt die Straße von der Bahntrasse ab, die weiter nordwärts verläuft, direkt am westlichen Rand der heutigen Agawam Junior High School. An der Springfield Street befand sich der Bahnhof Feeding Hills, dessen Gelände heute mit einem Supermarkt überbaut ist. 
Die im weiteren Verlauf nicht mehr erkennbare Trasse lag etwa dort, wo heute die Cambridge Street verläuft. Wo diese Straße eine Kurve beschreibt, tritt der Bahndamm wieder zum Vorschein, führt weiter nordöstlich aus Agawam heraus und überquert die North Street. Von der Bahnbrücke über den Westfield River sind noch die Brückenköpfe sowie der Mittelpfeiler im Flussbett vorhanden. Kurz nach der Brücke mündet die Bahntrasse in die Bahnstrecke Worcester–Albany ein, über die die Züge nach weiteren sechs Kilometern Springfield erreichten. Einen Haltepunkt gab es an der Abzweigstelle nicht, sie befindet sich mitten im Wald.

## Personenverkehr
1906 verkehrten zwei werktägliche Personenzüge pro Richtung über die Strecke. Einer fuhr vom Bahnhof Spruce Street in Hartford über Tariffville nach Springfield und zurück, der andere nur zwischen Tariffville und Springfield mit Anschluss in Richtung Hartford. Eines der Zugpaare fuhr als gemischter Zug und benötigte 80 Minuten für die Strecke von Tariffville bis Springfield. Die reinen Personenzüge durchfuhren diese Strecke in 42 Minuten. Bereits ab Anfang der 1910er Jahre fuhren beide Züge nur in der Relation Tariffville–Springfield, jeweils mit Anschluss in Richtung Hartford. Nach dem Ende des Ersten Weltkrieges wurde eines der Zugpaare gestrichen, sodass 1920 nur noch werktags früh ein gemischter Zug von Springfield nach Tariffville verkehrte, der abends wieder zurückfuhr. 1921 endete der Personenverkehr nördlich von Feeding Hill und im Jahr darauf auch auf dem restlichen Streckenabschnitt.